# Herminio Blanco
Herminio Alonso Blanco Mendoza (Chihuahua, Chihuahua; 25 de julio de 1950) es un economista y político mexicano. Fue secretario de Comercio y Fomento Industrial de 1994 a 2000 y candidato de México para ocupar el cargo de director general de la Organización Mundial de Comercio, proceso en el que resultó seleccionado el brasileño Roberto Azevedo.

## Trayectoria
Estudió licenciatura en Economía en el Instituto Tecnológico y de Estudios Superiores de Monterrey en 1971, y obtuvo un doctorado en Economía por la Universidad de Chicago en 1978. Tiene un dominio del español e inglés y buen entendimiento del francés. Fue profesor asistente de Rice University, en Houston, Texas de 1980 a 1985, profesor invitado de Economía, en el Colegio de México y en el Instituto Autónomo de México de 1987 a 1988 y también en el Instituto Tecnológico y de Estudios Superiores de Monterrey en el 2011.

### Servicio público
De 1978 a 1980 fue Consejero Senior del Ministro de Hacienda y Crédito Público de México. De 1985 a 1988 fue miembro del Consejo de Asesores Económicos del Presidente de México y de 1988 a 1990 fue subsecretario de Comercio Internacional, Ministerio de Comercio e Industria, de 1990 a 1993 fue jefe Negociador del Tratado de Libre Comercio de América del Norte (TLCAN) y de 1993 a 1994 fue subsecretario de Negociaciones Comerciales Internacionales en la secretaría de Comercio y Fomento Industrial, secretaría que ocupó de 1994 a 2000. En esa misma agencia ocupó los cargos de presidente del Consejo Nacional para la Desregulación, presidente del Consejo Nacional para las Negociaciones Comerciales Internacionales y vicepresidente del Consejo de Administración del Banco Mexicano de Comercio Exterior. En este cargo Blanco enfrentó la Crisis económica de 1994, ocurrida en el mismo mes en que entró en funciones el gobierno de Ernesto Zedillo.

### Candidato al cargo de director general de la Organización Mundial del Comercio
El gobierno de México presentó su candidatura para la dirección general de la Organización Mundial de Comercio (OMC) en los primeros días de 2012 De los nueve candidatos originales, Herminio Blanco quedó seleccionado el 12 de abril de 2013 para pasar a la segunda ronda junto con Mari Elka Pangestu (Indonesia), Tim Groser (Nueva Zelandia), Taeho Bark (República de Corea Sur) y Roberto Carvalho de Azevêdo (Brasil).
Sobre la base de los datos de la OMC será la semana del 24 de abril cuando los 159 miembros actuales (Lao es el miembro 158º de la OMC desde el 2 de febrero de 2013 y Tayikistán es el miembro 159º de la OMC desde el 2 de marzo de 2013) elijan a los dos finalistas en la contienda por la Dirección de esta organización.
Después de estos cargos  públicos, Blanco ha ocupado distintos cargos en empresas y consultoras privadas.